# William McKell
William McKell (ur. 26 września 1891 w Pambuli, Nowa Południowa Walia, zm. 11 stycznia 1985 w Sydney) – australijski polityk, w latach 1941–1947 premier stanu Nowa Południowa Walia, a w latach 1947–1953 gubernator generalny Australii.

## Życiorys

### Kariera w Nowej Południowej Walii
Pochodził z rzemieślniczej rodziny. Wcześnie skończył edukację, podejmując pracę jako wytwórca grzejników. Od 1915 stał na czele związku osób tej profesji. W 1917 został wybrany z ramienia Australijskiej Partii Pracy (ALP) do parlamentu stanowego, w którym zasiadał nieprzerwanie przez kolejnych 30 lat. Już jako parlamentarzysta podjął studia prawnicze i w 1925 uzyskał uprawnienia adwokackie. W latach 1925–1931 zasiadał w stanowym rządzie, dwukrotnie będąc ministrem sprawiedliwości i raz ministrem ds. samorządów terytorialnych.
W 1939 został szefem stanowych struktur ALP, a dwa lata później partia pod jego wodzą wygrała wybory, co dało mu fotel premiera stanowego. Jako lider najludniejszego z australijskich stanów stał się politykiem wpływowym także na scenie ogólnokrajowej i bliskim współpracownikiem pochodzących z tej samej partii premierów federalnych Johna Curtina, a potem Bena Chifley’a.

### Gubernator generalny Australii
W 1947 McKell ogłosił zamiar wycofania się z bieżącej polityki. Kilka tygodni później premier Chiffley nominował go na gubernatora generalnego Australii jako zaledwie drugiego w historii Australijczyka i pierwszą osobę, która przed objęciem formalnie najważniejszego stanowiska w państwie czynnie brała udział w australijskiej polityce (co wzbudziło spore kontrowersje). Mimo swej przeszłości, McKell z wdziękiem przyjął głównie ceremonialne obowiązki gubernatora generalnego.
W 1951 przychylił się do prośby premiera Roberta Menziesa i rozwiązał parlament, choć było to niekorzystne dla jego macierzystej partii, od której jednak odcinał się od początku sprawowania urzędu. W tym samym roku przyjął od Jerzego VI tytuł szlachecki, co część partyjnych kolegów odebrała jako sprzeniewierzenie się ideałom lewicy.
Po wygaśnięciu jego kadencji w 1953 definitywnie przeszedł na polityczną emeryturę, wracając jednocześnie do partii jako jeden z jej służących kolegom radą nestorów. Przeżył jeszcze prawie 32 lata.

## Odznaczenia
- Krzyż Wielki Orderu św. Michała i św. Jerzego (1951)[1]